# Pedicia (Amalopis) pallida
Pedicia (Amalopis) pallida is een tweevleugelige uit de familie Pediciidae. De soort komt voor in het Palearctisch gebied.